# Robyn Davidson
Pour les articles homonymes, voir Davidson.
Robyn Davidson, née le 6 septembre 1950, est une écrivaine australienne surtout connue pour son livre de 1980, Seule dans les déserts d'Australie (Tracks), qui raconte sa traversée des déserts de l'Australie-Occidentale sur 2 700 km (1 700 miles) à dos de chameau.

## Biographie
Robyn Mary Davidson est née à Stanley Park, un élevage de bétail dans la ville rurale de Miles, dans le Queensland. Quand elle a 11 ans, sa mère se suicide et elle est en grande partie élevée par une tante célibataire (la sœur de son père), Gillian. Elle étudie dans un pensionnat pour filles à Brisbane. Jouant du piano, elle reçoit une bourse pour étudier la musique mais elle la refuse. À Brisbane, elle partage une maison avec des biologistes et étudie la zoologie. En 1968, alors âgée de 18 ans, elle se rend à Sydney et mena plus tard une vie de bohème dans une maison suivant le Sydney Push (en) (mouvement intellectuel basé sur le libertarisme de gauche) à Paddington, tout en travaillant comme distributrice de cartes dans une maison de jeu illégale,.
En 1975, Davidson déménage à Alice Springs dans le but de travailler avec des chameaux pour une randonnée dans le désert qu'elle planifie. Pendant deux ans, elle dresse ses chameaux et apprend à survivre dans le désert. Elle a été impliquée de manière périphérique dans le mouvement des droits fonciers des aborigènes (en),.
Pendant quelques années, dans les années 1980, elle est en couple avec le romancier indien Salman Rushdie, à qui elle a été présentée par leur ami commun Bruce Chatwin.
Davidson a souvent déménagé et avait des maisons à Sydney, Londres et en Inde. Depuis 2014, elle réside à Castlemaine, dans l'État de Victoria (Australie).

### Seule dans les déserts d'Australie(Tracks)

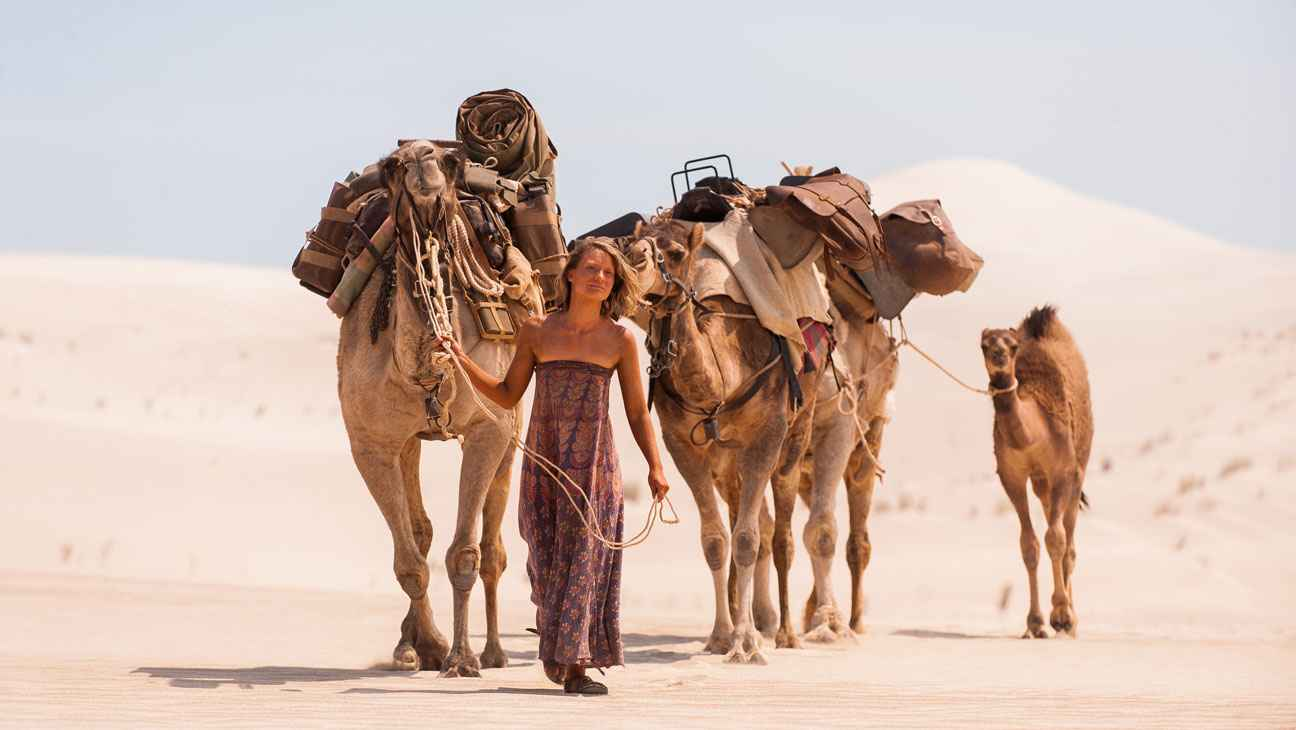
Photo extraite du film Tracks.

En 1977, Robyn Davidson part d'Alice Springs pour la côte ouest, avec son chien Diggitty et quatre chameaux, Dookie (un grand mâle), Bub (un mâle plus petit), Zeleika (une femelle sauvage) et Goliath (le jeune de Zeleika). Elle n'avait aucune intention d'écrire sur le voyage, mais finit par accepter d'écrire un article pour le magazine National Geographic. Elle rencontre le photographe Rick Smolan (en) à Alice Springs ; il sera le photographe du voyage contre son avis. Il n'a aucune expérience de l'Outback. Smolan lui rendra visite à plusieurs reprises durant le voyage et ils auront une brève relation amoureuse.
L'article du National Geographic est publié en 1978 et suscite un tel intérêt que Davidson décide d'écrire un livre sur son expérience. Elle voyage à Londres et vit avec Doris Lessing tout en écrivant Tracks. Tracks remporte le premier Prix du livre de voyage Thomas Cook (en) en 1980. Au début des années 90, Smolan publie ses photos du voyage dans From Alice to Ocean.
Il a été suggéré que l'une des raisons pour lesquelles Tracks était si populaire, en particulier auprès des femmes, est que Davidson « se place dans le désert de son propre gré, plutôt qu'en accompagnatrice d'un homme ».
Le voyage de Robyn Davidson dans le désert est rappelé par les aborigènes Australiens qu'elle rencontre en cours de route. L'artiste Jean Burke se souvient de Davidson dans un tableau intitulé The Camel Lady qui a été produit pour une exposition d'artistes de la communauté Warakurna à Darwin en 2011. Le père de Burke, M. Eddie, avait parcouru les terres de Ngaanyatjarra avec Robyn, la guidant vers des sources d'eau en cours de route. Davidson le mentionne dans Tracks.
Son livre sera adapté en film en 2013.

## Nomadisme
La majorité du travail de Davidson a été de voyager avec et d'étudier les peuples nomades. Jane Sullivan dans The Age écrit que « bien qu'elle soit souvent qualifiée d'anthropologue sociale », elle n'a aucune qualification académique et elle est « complètement autodidacte ». Les expériences de Davidson avec les nomades incluent des voyages migratoires avec des nomades en Inde de 1990 à 1992. Ces expériences ont été publiées dans Mes déserts : un voyage au Rajasthan (Desert Places).
Elle étudie différentes formes de mode de vie nomade - notamment celles de l'Australie, de l'Inde et du Tibet - pour un livre et une série documentaire. Ses écrits sont principalement basés sur son expérience personnelle, et elle rassemble nombre de ses réflexions dans No Fixed Address, sa contribution à la série littéraire Quarterly Essay (en). Sullivan écrit à propos de ce travail : « L'une des questions que nous devons nous poser, si nous voulons avoir un avenir, dit-elle, est « Où avons-nous causé le moins de dommages à nous-mêmes, à notre environnement et à nos amis les animaux ? » Une réponse est : quand nous étions nomades. « C'est lorsque nous nous sommes installés que nous sommes devenus des étrangers dans un pays étranger, et l'errance a pris la qualité d'un bannissement », écrit-elle, avant d'ajouter plus tard : « Je serai probablement accusée de romantisme » ».

## Œuvres
Liste non exhaustive
Œuvres traduites :
- Seule dans les déserts d'Australie, Flammarion, 1982 ((en) Tracks, 1980), trad. Bernardine Poylo, 242 p.  (ISBN 2-08-064432-7)Les éditions suivantes reprennent le titre original : Tracks.
- Mes déserts : un voyage au Rajasthan, Belfond, 1998 ((en) Desert Places, Pastoral Nomads in India, 1997), trad. Dominique Peters, 346 p.  (ISBN 2-7144-3484-3)

## Adaptation
En 2013, une adaptation cinématographique de Tracks est réalisée par John Curran et met en vedette Mia Wasikowska. Le livre de Smolan, From Alice to Ocean, sert à choisir la palette de couleurs et la tonalité du film. Le film Tracks est projeté à la Mostra de Venise.

## Récompense
En juin 2024, Robyn Davidson reçoit la médaille de l'Ordre d'Australie.

## Dans la culture populaire
Robyn Davidson est le sujet d'une chanson écrite par le chanteur folk irlandais et auteur-compositeur Mick Hanly (en). La chanson, Crusader, a été enregistrée par Mary Black sur son album éponyme de 1983,.